# AgustaWestland AW139
HH-139A — рятувально-пошукові вертольоти компанії «Agusta Westland», що є підрозділом «Leonardo» (перед Finmeccanica).
«HH-139A» — середній дводвигунний апарат для виконання рятувально-пошукових завдань, постачаються до італійських ВПС. Перший вертоліт надійшов на озброєння на початку 2012 року.

## Опис
AW139 являє собою середній дводвигуновий вертоліт нового покоління, який має високі льотно-технічні показники, і неперевершені параметри безпеки.
Вертоліт створений італійською компанією Leonardo Helicopters (раніше «Agusta») з використанням несучої системи, двигунів та трансмісії вертольота А129 тієї ж компанії. Перший політ відбувся у лютому 2001 року.
AW139 - це єдиний вертоліт у своєму класі, який повністю відповідає останнім поправкам до правил Федерального управління цивільної авіації США та Європейського агентства з авіаційної безпеки. Крім цього, у плані безпеки, для даного вертольота передбачено захист від електромагнітних імпульсів, електромагнітних перешкод та потужних електромагнітних полів.
AW139 — єдиний гелікоптер у своїй ваговій категорії, який може оснащуватися комплексною системою протиобмерзання і розвивати при цьому крейсерську швидкість до 306 км/год.

## Експлуатація
Вертольоти AW139 вже експлуатуються у військових підрозділах наступних країн:
- Ірландія — ірландський авіаційний корпус;

- ОАЕ — військово-повітряні сили;

- Катар — збройні сили;

### Бортове устаткування
- Оптико-електронну систему FLIR SAFIRE 380-HD;

- Прожектор;

- Лебідку;

- Вантажний гак;

- Систему акустики;

- Оборонний бортовий комплекс;

- Озброєння

Шасі вертольотів мають покращену стійкість до ударних навантажень. Салон ПН-139А, як відзначає виробник, найбільший у своєму класі. Для забезпечення польотів на великі відстані — понад тисячу кілометрів — на вертольотах встановлено додаткові баки. Особливість вертольота — можливість продовження польоту з одним непрацюючим двигуном. Вертольоти отримали великі терміни перебування в експлуатації. Сучасні рішення, інтегровані в кабіну, дозволили звести до мінімуму навантаження пілотів у польоті.
На сьогодні кількість замовлених вертольотів «Agusta Westland 139» та їхніх модифікацій — 650 одиниць. Вони використовуються для вирішення різних завдань, наприклад, для здійснення урядових візитів, місій SAR / EMS, морських поставок, виконання завдань урядовими підрозділами, правоохоронними органами, у цивільному секторі.

## Основні характеристики
| Загальні характеристики             |                                                       |
| Висота                              | 4.98м                                                 |
| Ширина                              | 2.26м                                                 |
| Довжина                             | 16.66м                                                |
| Команда                             | 1 або 2 пілоти                                        |
| Пасажировмісність                   | до 15 пасажирів (залежно від конфігурації)            |
| Максимальна злітна вага             | 6.4 - 7т                                              |
| Максимальна корисна вага            | 3т                                                    |
| Об'єм паливного баку                | 1568л                                                 |
| Двигуни                             | 2 х Pratt & Whitney Canada PT6C-67C (1531 к.с. кожен) |
| Польотні характеристики             |                                                       |
| Максимальна швидкість               | 167 вузлів (310 км/год)                               |
| Оптимальна (круїзна) швидкість      | 165 вузлів (306 км/год)                               |
| Максимальна дальність польоту       | 1061км (659 миль)                                     |
| Максимальна тривалість польоту      | 5 - 6 год                                             |
| Максимальна висота                  | 20000 футів (6096м)                                   |
| Максимальна швидкість набору висоти | 10.9 м/с (39.6 км/год, 2140 футів / хв)               |